# Controverse autour d'un soutien de François Mitterrand au Front national
La controverse autour d'un soutien de François Mitterrand au Front national est une controverse politique française au sujet d'un soutien que le président de la République François Mitterrand aurait apporté au Front national dans les années 1980 en facilitant sa médiatisation.

## Soutien supposé à la médiatisation

### Assertions sur un soutien médiatique de François Mitterrand

#### Première assertion de Franz-Olivier Giesbert en 1993
L'idée selon laquelle la montée en puissance du Front national serait due à une stratégie politique délibérée de François Mitterrand est mise en avant pour la première fois par l'éditorialiste du Figaro Franz-Olivier Giesbert en 1993. Dans son livre La Fin d'une époque, il soutient que le président de la République a cherché à déstabiliser la droite parlementaire (RPR, UDF) en favorisant l'extrême-droite. Jean-Marie Le Pen lui aurait envoyé une lettre en 1982 pour se plaindre de l'inégalité de traitement à la radio et à la télévision du Front national ; le président aurait demandé au ministre de la Communication d'appeler l'attention des responsables des chaînes de télévision sur le manquement dont Jean-Marie Le Pen aurait été la victime. Giesbert rapporte que l'Élysée aurait fait pression en février 1984 sur les chaînes de télévision pour qu'elles ouvrent davantage leurs antennes au chef du FN, notamment à l'Heure de vérité, une émission politique présentée par François-Henri de Virieu, créée en mai 1982.

#### Deuxième assertion des auteurs deLa Main droite de Dieuen 1994
En 1994, les trois auteurs de La Main droite de Dieu, Emmanuel Faux, Thomas Legrand et Gilles Perez, antidatent d'une année (septembre 1982 au lieu de septembre 1983) les débuts de cette médiatisation, afin d'en attribuer les causalités au changement de politique économique et sociale de juin 1982[source insuffisante].

#### Déclaration de Jean-Marie Le Pen en 2011
En 2011, Le Pen déclare au Point que c'est grâce à François Mitterrand que « l'omertà a été rompue », quoique l'idée qu'il doive sa visibilité, ces années-là, à un calcul politique de la gauche relève pour lui « de la légende ». Le soutien supposé de François Mitterrand n'est pas mis en avant par Jean-Marie Le Pen dans les années 1980. Interrogé par les journalistes Pierre Favier et Michel Martin-Roland en juillet 1990, il explique sa percée électorale non pas par une médiatisation, mais par les thématiques de sa campagne : « Notre succès était la confirmation de notre analyse : l'immigration continue alors qu'elle est officiellement stoppée depuis 1974 et il y a une relation directe entre immigration et insécurité ».

#### Déclaration de Michel Charasse
Selon le conseiller de François Mitterrand Michel Charasse, le Front national faisait bien l’objet de conversations. En réponse à une première missive du président du FN, ce conseiller du président de la République aurait prescrit au président que le Front national soit traité à égalité avec les autres formations politiques, d’où l’instruction en sa faveur donnée au ministre de la Communication, confirmée par le président de la République.

### Contenu des lettres entre François Mitterrand et Jean-Marie Le Pen

#### Lettres de Jean-Marie Le Pen à François Mitterrand de septembre 1983 et janvier 1984
Plusieurs historiens ou experts de la période ont remis en question l'exactitude ou la véracité des assertions de Franz-Olivier Giesbert. Les journalistes Pierre Favier et Michel Martin-Roland, auteurs de la somme La Décennie Mitterrand, ne trouvent pas de trace de la lettre de Jean-Marie Le Pen envoyée en 1982 mentionnée par Giesbert ; elle correspond toutefois à une lettre envoyée le 23 septembre 1983. Le Pen déplore les « campagnes de dénigrement et de diffamation » dont il considère que son parti est victime ; il se plaint que les réunions publiques du FN soient interdites par les maires de gauche ; il soutient que « tenu à l'écart des grandes émissions politiques et de la télévision », il ne peut « faire éclater la vérité » ; il demande audience au président. Il envoie une autre lettre dont la teneur est similaire le 5 janvier 1984.

#### Lettre de réponse de François Mitterrand de février 1984
Le 13 février 1984, jour où il est invité à L'Heure de vérité, il reçoit la réponse du président. Celui-ci se place systématiquement sur le plan du droit. Il lui rappelle qu'il n'a pas à intervenir dans les différends entre les partis politiques ; qu'il ne peut pas plus se mêler des décisions de police administratives des maires, car « la loi confie aux maires le soin de gérer librement les salles communales affectées aux réunions publiques ». Il refuse de faire suite à la demande de Le Pen en ce qui concerne sa demande d'accès aux médias, écrivant : « il vous incombe de faire part de vos observations éventuelles directement à la Haute Autorité, seule qualifiée pour les apprécier et leur donner suite le cas échéant ». Il refuse la demande d'audience en n'y répondant pas, et conclut : « Quels que soient leur intérêt, les sujets dont vous me saisissez n'entrent pas dans les attributions constitutionnelles du président de la République. Il n'en reste pas moins que, parce que c'est mon devoir, je rappellerai à tous et en toute circonstance, comme je l'ai déjà fait, la nécessité de reconnaître les droits de chaque formation politique, notamment son droit d'expression et de représentation ».
On peut aussi noter que l'émission avait été programmée pour le 6 février, soit une semaine avant l'envoi de la lettre. Mais elle fut reportée du fait qu'elle tombait le jour du cinquantième anniversaire du 6 février 1934.

### Débats et critiques

#### Incohérence temporelle
L'historienne Anne-Marie Duranton-Crabol, dans son intervention au colloque « Changer la vie », considère qu'une telle stratégie peut être contestée par l'analyse épistémologique. Elle rappelle que la réponse positive supposée de 1982 ne s'est soldée que par un passage de quelques secondes au journal de 23 h de TF1. Par ailleurs en février 1984, Jean-Marie Le Pen commençait son ascension électorale depuis à peu après un an ; en mars 1983, il fut élu conseiller municipal à Paris, et les succès locaux se sont multipliés à l'automne 1983.
L'historien Gilles Vergnon relève également que l'émergence électorale du FN a lieu concomitamment ou avant sa médiatisation.
Par ailleurs, après 1984, ce fut François-Henri de Virieu et non François Mitterrand qui fut attaqué. En 1989, à l'occasion de la cinquième invitation de Jean-Marie Le Pen, des téléspectateurs lui firent remarquer en voix off qu'il n'avait encore jamais invité un représentant des Verts. Il répondit que les écologistes n'avaient pas à la différence du Front national d'élus à l'assemblée européenne. Mais le Front national n'en avait encore pas en février 1984. Aussi François-Henri de Virieu invita-t-il en 1990 un représentant des Verts mais aussi une sixième fois Jean-Marie Le Pen. Bernard-Henri Lévy dénonça alors un discours médiatique d'exclusion : « On invite six fois Jean-Marie Le Pen et une fois Antoine Waechter et Harlem Désir ». Le directeur de l'émission fut invité peu après à s'expliquer devant Lionel Jospin, ministre de l'Éducation nationale, de François Mitterrand et Michel Noir, opposant RPR résolu à toute alliance avec le Front national sur un plateau télévisé. Ni Michel Noir ni aucun des autres invités n'attaqua François Mitterrand, lorsque Lionel Jospin regretta la régularité de ces invitations : une fois par an ou presque (1984, 1985, 1987, 1988, 1989, 1990). Michel Noir regretta que ne lui aient pas été rappelées ses condamnations pour incitation à la haine raciale lorsque Jean-Marie Le Pen le mit au défi de donner la preuve d'un quelconque discours d'exclusion.

#### Incohérence idéologiques et pratiques
François Mitterrand est à l'origine de la série télévisée L'Instit, dont il lance l'idée à la veille des élections municipales de 1995 afin de ralentir la montée du FN. Lors du Conseil des ministres du 20 juin 1984, Pierre Mauroy regrette la percée de l'extrême-droite, et considère que « la poussée notable de l'extrême-droite » est en partie due à « la médiatisation créée autour de M. Le Pen », qui ne relève pas pour lui du gouvernement.

#### Déficit explicatif
Gaël Brustier et Fabien Escalona démentent le « mythe tenace » selon lequel l'essor du FN aurait été permis par « un calcul machiavélique de François Mitterrand ». S'ils considèrent crédible que le président ait pu être tenté d'instrumentaliser le FN pour gêner la droite, l'interprétation selon laquelle le président est responsable de la montée du FN « n'est pas crédible sur un plan chronologique », et « accorde un pouvoir excessif au premier président socialiste de la Cinquième République ». Les premières percées du FN, aux municipales de 1983 et aux européennes de 1984, peuvent difficilement être imputées à sa seule irruption sur la scène médiatique.
Gilles Vergnon relève que la médiatisation n'est pas une explication suffisante de la percée d'un parti politique lors d'une élection, et que cette même médiatisation n'a pas autant profité aux autres partis. Ainsi, « Les médias ou le pouvoir politique ne « créent » pas un courant d’opinion aussi puissant et aussi pérenne. Ils peuvent au mieux (ou au pire…) l’infléchir ou tenter de le faire, avec des résultats le plus souvent limités ».
Nonna Mayer indique : « Pris un par un, chacun des éléments repris dans les différentes versions du « mythe » mitterrandien est avéré. […] Mais quand on replace ces éléments dans leur contexte, leur importance est surinterprétée, leur enchaînement n’était pas prévisible, rien ne permet de conclure à une stratégie d’ensemble longuement mûrie, et leurs conséquences sur le développement du FN sont systématiquement exagérées ». Cette analyse rejoint celle de Joël Gombin : « Sauf à faire de François Mitterrand le deus ex machina de la vie politique française, on ne peut raisonnablement voir dans son action la cause décisive du décollage du FN ».

## Stratégie supposée d'établissement du scrutin proportionnel

### Proposition d'établissement du scrutin proportionnel et mise en place en 1986

#### Projet de 1981 et mise en place en 1986
Le scrutin proportionnel est la quarante-septième des 110 propositions pour la France du candidat François Mitterrand lors de l’élection présidentielle de 1981. L'objectif affiché est d'avoir une Assemblée nationale la plus représentative possible du poids des différentes sensibilités politiques : « La représentation proportionnelle sera instituée pour les élections à l’Assemblée nationale, aux assemblées régionales et aux conseils municipaux pour les communes de neuf mille habitants et plus. Chaque liste comportera au moins 30 % de femmes ».
La décision de changer le mode de scrutin, en vue des élections législatives de 1986, est annoncée dans un entretien télévisé par François Mitterrand à l'automne 1984 pour la session parlementaire ordinaire du printemps 1985. Le changement est adopté en Conseil des ministres en avril 1985. Michel Rocard (alors ministre dans le gouvernement de Laurent Fabius) démissionne pour protester contre cette décision, craignant notamment qu’elle ne conduise à de l’instabilité politique. À L'Heure de Vérité en mars 1985, Robert Badinter, garde des Sceaux, annonce l'instauration prochaine de la proportionnelle départementale, et se rapporte à ce titre au général de Gaulle, qui avait promulgué en 1945 l'adoption du même mode de scrutin dosant démocratisation de la vie politique et maintien d'une majorité politique.
Lors des élections législatives du 16 mars 1986, 35 députés du Front national sont élus, alors que l'alliance RPR-UDF et divers droite n'obtenait que 3 députés de plus que la majorité absolue (291 pour 288). Jean-Marie Le Pen considère que François Mitterrand, « vrai politique », aurait été un « benêt » de ne pas instaurer la proportionnelle, car cela profitait au Front national. Cependant, du fait du caractère partiel de cette proportionnelle, comme l'avait sous-entendu Robert Badinter, le FN resta relativement sous-représenté : avec près de 10 % des voix au niveau national, il obtint 35 sièges sur 577, là où il en aurait eu entre 56 et 58 avec la proportionnelle nationale intégrale[réf. nécessaire].

### Accusations et débats

#### Accusation de favorisation délibérée de l'extrême-droite
Franz-Olivier Giesbert parle la stratégie de la « gonflette » : selon lui, la mesure consiste à déstabiliser la droite en favorisant indirectement le FN. L'adoption de ce scrutin s'expliquait, non par du machiavélisme, mais par une acceptation du risque selon lequel le RPR et ses alliés étaient un danger plus grand pour la démocratie que l'arrivée du FN au Parlement. René Rémond faisait la même analyse quelques années plus tôt.

#### Réalisation d'une promesse de campagne et mesure visant à limiter les pertes socialistes
Selon Gaël Brustier et Fabien Escalona, cette mesure « n'était que la réalisation d'une promesse de campagne dont il était surtout attendu qu'elle limite les pertes de sièges socialistes. Le scénario d'une absence de majorité pour le RPR et l'UDF à l'Assemblée supposant des alliances par-delà l'opposition droite-gauche, n'était clairement pas souhaité ». Le nombre de députés a également été modifié, passant de 491 à 577. Pourtant, une telle mesure votée par le groupe socialiste à l'Assemblée nationale aurait également pu profiter aux écologistes si ceux-ci avaient comme on l'attendait obtenu un score similaire à celui du FN.
Jean Chatain, journaliste à L'Humanité, membre du Parti communiste français, qui a toujours été partisan de la proportionnelle intégrale, voyait en 1987 dans l'argument du mode de scrutin « la tarte à la crème du RPR, mais aussi de certaines organisations dans la mouvance socialiste » : une façon pour un médecin incompétent de casser le thermomètre, faute de pouvoir guérir le malade. Selon lui, des organisations antiracistes tombèrent dans le piège lorsque le gouvernement Chirac rétablit en 1987 le scrutin majoritaire, « alibi démocratique » : qu'il y ait ou non des députés du FN ne changera rien à la montée du racisme dans la société française, caractérisée, à son sens, par les nouveaux scores à deux chiffres de l'extrême droite.
De son côté, interrogé en 1987 à la télévision par Christine Ockrent sur cette question du mode de scrutin, François Mitterrand déclara que le reproche n'était pas juste : à Dreux, rappelait-il, où n'existait pas la proportionnelle, on vit en 1983, la liste « conservatrice » [le RPR et l'UDF] faire campagne entre le premier et le second tour contre la gauche, au côté du Front national. Dans un entretien avec la même journaliste huit ans plus tard, il parle à ce sujet de « fantaisies calomnieuses », la proportionnelle étant un mode de scrutin « parfaitement démocratique », faisant valoir que le Front national avait également obtenu par la suite des élus municipaux « avec un mode de scrutin essentiellement majoritaire ». À ce titre, François Mitterrand n'attendit pas l'automne 1984 pour se préoccuper de cette réforme : en 1982, sans toucher au scrutin majoritaire à deux tours, le gouvernement Mauroy inséra une dose de proportionnelle pour les élections municipales de 1983, sans que le problème du Front national ne soit posé, du fait de son caractère encore groupusculaire.

## Stratégie supposée de proposition de droit de vote des immigrés aux élections locales

### Le droit de vote des étrangers comme moyen de faire monter le Front national
C'est l'une des 110 propositions pour la France (n°80) reprise en 1985 et également en 1988 dans la Lettre à tous les Français. Pour le sociologue Éric Fassin et le philosophe Michel Féher, il a affaibli la gauche en agitant « régulièrement la promesse du droit de vote des étrangers pour affaiblir la droite en faisant monter le Front national ».

### Débats et critiques
Pourtant, selon Anne-Marie Duranton-Crabol, rien ne permet d’étayer la lecture selon laquelle cette évocation renouvelée du droit de vote des immigrés par François Mitterrand, en avril 1985, constituait une « manœuvre du Florentin, destinée à donner un coup de pouce à la droite nationale pour accélérer la zizanie dans l’opposition ». Pour le journaliste politique Guillaume Perrault, « après son accession à l'Élysée en 1981, Mitterrand ne s'est jamais impliqué sur ce dossier controversé » et après l'avoir envisagé lors de l'élection présidentielle de 1988, y aurait renoncé en raison d'« enquêtes d'opinion réalisées dans l'entre-deux-tours indiquant que sa position pourrait lui interdire de bénéficier du report des voix d'une partie des électeurs du FN ».